# Galileo Nicolini
Galileo Nicolini (Capranica, 17 juin 1882 - Monte Argentario, 13 mai 1897) est un novice passioniste reconnu vénérable par l'Église catholique.

## Biographie
Il naît le 17 juin 1882 à Capranica dans la province de Viterbe. À quatre ans, il commence l'école ; l'année suivante, il travaille comme secrétaire de son père, qui est entrepreneur en voirie et en bâtiment, et écrit ses lettres d'affaires sous la dictée. En deux ans, il saute trois classes (la dernière classe élémentaire et les deux premières du collège).
En février 1894, les passionistes prêchent une mission populaire à Capranica. Il passe ensuite dix jours de retraite avec les religieux pour se préparer à sa première communion qu'il fait le 26 août 1894 dans l'église passioniste de Vetralla. Lorsque Galileo rentre chez lui, il comprend que sa vocation est d'entrer chez les passionistes. Il en parle à ses parents mais son père s'y oppose car il désire que Galileo lui succède dans son entreprise mais finit par céder face à la détermination de son fils.
Le 5 mars 1895, il arrive à l'alumnat de Rocca di Papa et prend pour modèle Gabriel de l'Addolorata (1838-1862), un jeune passionniste décédé à 24 ans. Après 13 mois à Rocca di Papa, il entre au noviciat de Lucques. Le 9 juillet 1896, il reçoit l'habit religieux prenant le nom de frère Gabriel de Notre-Dame du Sacré-Cœur, mais tout le monde continue de l'appeler Galileo. Son maître des novices, le Père Nazareno Santolini, pense que Dieu lui confie une perle précieuse et s'estime chanceux de l'avoir parmi ses élèves.
À l'aube du 27 février 1897, Galileo se lève et sent du sang lui monter à la bouche. Le supérieur général, le Père Bernard-Marie de Jésus, qui est informé de la maladie, veut le renvoyer chez lui pour une courte période, espérant que l'air de son pays natal lui fasse du bien. Galileo refuse car il désire mourir parmi ses frères. Cependant, il accepte de déménager à Monte Argentario, dans la première maison ouverte par saint Paul de la Croix, fondateur des passionistes.
Tout le monde prie pour sa guérison, à commencer par les supérieurs qui ordonnent une neuvaine solennelle à la Vierge pour lui. Galileo offre à chacun un exemple de résignation et de joie parfaite. Par une autorisation spéciale du supérieur général, il fait sa profession religieuse in articulo mortis en pronoçant les trois vœux de chasteté, d'obéissance et de pauvreté et le quatrième, propre aux passionnistes, de méditer et d'annoncer la Passion du Christ. Le 13 mai 1897, Galileo étend les bras en tenant une médaille de la Vierge et expire ; il n'a que 14 ans.

## Culte
Son corps est d'abord déposé dans le cimetière d'Argentario puis lorsque commence le procès information de la cause de béatification, il est placé dans l'église de la Présentation du Monte Argentario. Galileo est reconnu vénérable par Jean Paul II le 27 novembre 1981.